# 恆星時角
恒星时角（英語：Sidereal Hour Angle，SHA）是恒星坐标的一个参量。它表示恒星所在的子午圈相对于观察者所在子午圈在天赤道上的距离。

## 介紹
恒星时角的量度方向为由东向西。从观测者子午圈开始向西度量，恒星时角的数值从0h开始增大到24h（1h=15°，1m=15′，1s=15″）。

## 公式
- {\displaystyle SHA(star)=GHA(star)-GHA(aries)}

根据恒星时角可以知道它在天空出现的时间，当时角接近0或24时它就就位于中天的位置，此时它的高度最高；而它的高度角多大则由另一个坐标参量赤纬决定。